# Bertone (bomba da fucile)
La bomba da fucile Bertone fu una granata da fucile italiana impiegata dal Regio Esercito durante la prima guerra mondiale. 

## Storia
La bomba venne adottata nel 1917, tuttavia fu prodotta e distribuita in quantità limitata a causa dei suoi difetti; infatti risultava scomoda nell'utilizzo, poco affidabile e talvolta poteva causare danni all'arma, dunque si preferirono altri tipi di granate da fucile come la Benaglia e la Vivien Besserie.

## Tecnica[1]
La Bertone era caratterizzata da un corpo centrale cilindrico in ghisa con una segmentazione a frattura prestabilita, mentre il tappo superiore dell'ordigno era fatto in piombo. La granata era progettata per essere lanciata da un apposito tromboncino agganciato alla volata del fucile Carcano mod. 91 attraverso una cartuccia ordinaria 6,5 x 52 mm Mannlicher-Carcano. Grazie ai gas provocati dallo sparo la granata veniva lanciata, raggiungendo anche i 230 metri con un raggio d'azione delle schegge di circa 50 metri. 
L'accensione avveniva attraverso la pallottola della cartuccia che passava attraverso il canale interno della bomba (solitamente in ferro) e urtava la capsula che provocava l'accensione della miccia che durava 8 secondi e che terminava in un detonatore che faceva esplodere la carica.